# Dywizja Piechoty Möckern
Dywizja Piechoty Möckern (niem. Infanterie-Division Möckern) – niemiecka dywizja szkieletowa sformowana we wrześniu 1944, prawdopodobnie na poligonie Groß Born jako 580 Dywizja Grenadierów Ludowych. 28 września przemianowana na Dywizję Szkieletową Möckern. 10 października tego samego roku wcielona do 320 Dywizji Grenadierów Ludowych i wysłana na front wschodni.